# Rautahat (huyện)
Rautahat (tiếng Nepal:रौतहट) là một huyện thuộc khu Narayani, vùng Trung Nepal, Nepal. Huyện này có diện tích 1126 km², dân số thời điểm năm 2001 là 545132 người.

## Dân số
Biến động dân số giai đoạn 1952-2001:
| Năm    | 1952   | 1961   | 1971   | 1981   | 1991   | 2001   |
| ------ | ------ | ------ | ------ | ------ | ------ | ------ |
| Dân số | 189223 | 218661 | 320093 | 332526 | 414005 | 545132 |